# 阮福美堂
阮福美堂（越南语：／；1798年—1849年），原名阮福旦（越南语：／），阮朝英睿太子阮福景長子。
阮福美堂生母為太子妃宋氏涓，嘉隆十六年（1817年）受封應和公（越南语：／）。當時由於祖父嘉隆帝年事已高，群臣都建議嘉隆帝立太子（當時太子阮福景已死）或立美堂為皇太孫，但嘉隆帝不允許。明命五年（1824年），有人告密指阮福美堂與母親私通，明命帝就囚禁宋氏，後死於獄中；而他則廢為庶人，子女附尊譜後。
明命十四年（1833年），玉牒所總裁潘輝湜、副總裁尊室朋進奏將英睿太子一系放回尊譜，得允；但明命十七年（1836年）因阮福美堂罪行，在尊人府和禮部奏言後將除奉英睿太子祀的長子阮福麗鐘外所有後人全部撤出尊譜，附列最後。
嗣德二年（1849年），阮福美堂病死，同年謝光巨、武春謹上奏請復英睿太子後裔入尊譜，嗣德帝最後批准以明命十四年規格給英睿太子一系列入尊譜和俸祿。

## 子女
阮福美堂有記載的子女包括：
- 長子阮福麗鐘
  - 出繼病死無嗣的太平公阮福美垂，明命七年（1826年）封應和侯，直接承英睿太子祀，八年（1827年）改太平侯。二十年（1839年），又改感化侯，奉太平公阮福美垂祀；嗣德二年（1849年），改感化郡公
- 子阮福麗銀，後為太平縣侯
- 女阮氏玟
- 女阮氏瑤